# Geminoropa scindocataracta
Geminoropa scindocataracta é uma espécie de gastrópode  da família Charopidae.
É endémica da Austrália.